# Paura
Paura är en ort i Mexiko.   Den ligger i kommunen Mezquital och delstaten Durango, i den centrala delen av landet, 700 km nordväst om huvudstaden Mexico City. Paura ligger 1 467 meter över havet och antalet invånare är 212.
Terrängen runt Paura är huvudsakligen kuperad, men den allra närmaste omgivningen är platt. Paura ligger nere i en dal. Runt Paura är det mycket glesbefolkat, med 3 invånare per kvadratkilometer. Närmaste större samhälle är Santa Gertrudis, 6,8 km söder om Paura. Omgivningarna runt Paura är i huvudsak ett öppet busklandskap.